# Заполье (Рамешковский район)
Заполье — деревня в Рамешковском районе Тверской области.

## География
Находится в восточной части Тверской области на расстоянии приблизительно 29 км на восток-юго-восток по прямой от районного центра поселка Рамешки.

## История
Упоминалась с 1627—1629 годов. В 1859 году в русской казенной деревне Заполье 20 дворов, в 1887 — 24. В советское время работали колхозы «Заполье», «Путь к коммунизму» и «Путь вперед». В 2001 году в деревне 6 домов местных жителей и 10 домов — собственность наследников и дачников. До 2021 входила в сельское поселение Ильгощи Рамешковского района до их упразднения.

## Население
Численность населения: 150 человек (1859 год), 138 (1887), 12 (русские 92 %) в 2002 году, 7 в 2010.